# Enrique Matta Vial
Enrique Matta Vial (Santiago de Chile, 9 de septiembre de 1868-Valparaíso, 15 de julio de 1922) fue un abogado e historiador chileno.

## Familia y estudios
Hijo de Tristán Matta, político liberal e intendente de Curicó y O'Higgins, y de Camila Vial Recabarren. Estudió en el Liceo de Hombres de Rancagua en 1884. A los 20 años terminó el bachillerato e ingresó a la Facultad de Derecho de la Universidad de Chile, donde se tituló de abogado en 1889. 
Casado con Leonor Figueroa Larraín, tuvo descendencia, el político Enrique Matta Figueroa.

## Historiador
Fue fundador de la Sociedad Chilena de Historia y Geografía y de la Revista Chilena de Historia y Geografía. En 1917, refundó la Revista Chilena, publicación miscelánea, fuertemente marcada por el ensayo histórico, literario y social. Fue miembro de la Academia Chilena de la Historia correspondiente de la Real Española; de la Sociedad Internacional de Historia; de la Sociedad de Geografía; y de la Facultad de Filosofía y Humanidades de la Universidad de Chile.
Fue un gran publicista, incansable investigador de los archivos nacionales y planificador de obras y creaciones de utilidad nacional. Merece especial atención la Colección de historiadores i de documentos relativos a la independencia de Chile, obra de importancia y utilidad para los investigadores. Publicó estudios históricos, jurídicos y literarios en los periódicos La Libertad Electoral y El Heraldo.